# Haldensleber SC
Haldensleber SC is een Duitse sportvereniging uit Haldensleben, Saksen-Anhalt. De club is actief in onder andere basketbal, boksen, American Football, voetbal, gymnastiek, handbal, karate, kegelen, atletiek, krachtsport, tafeltennis, turnen, volleybal, wandelen en schaken.

## Geschiedenis
De club werd opgericht in 1910 als SC Viktoria 1910 Neuhaldensleben. De club was al snel vertegenwoordigt in meerdere sporten. De voetbalafdeling sloot zich op 3 april 1919 aan bij de Midden-Duitse voetbalbond. Na een fusie met Germania werd in 1922 de naam VfL Neuhaldensleben aangenomen. De club telde intussen meer dan 500 leden. In 1933 werd opnieuw de oude naam SC Viktoria aangenomen. Nadat de NSDAP in 1933 de arbeidersclub SC Friesen Wacker verbood was Viktoria nog de enige sportclub uit Neuhaldensleben. Nadat Alt- en Neuhaldensleben in 1938 verenigd werden tot Haldensleben nam de club die naam aan.
Na de Tweede Wereldoorlog werd de club heropgericht als SG Haldensleben. In 1948 werd de club omgevormd tot eenBSG onder de naam BSG Lokomotive Haldensleben. De club kwalificeerde zich in 1952 niet voor de nieuwe derde klasse, de Bezirksliga Magdeburg, maar promoveerde er één jaar later naar. In 1957 promoveerde de club naar de II. DDR-Liga, maar deze was een maatje te groot voor de club. Hierna speelde de club geen belangrijke rol meer in het Oost-Duitse voetbal.
Na de Duitse hereniging werd de naam gewijzigd in Haldensleber SV Lok-Viktoria. In 1993 fuseerde de club met V 56 Haldensleben tot TSV Viktoria Haldensleben en in 1998 met Eintracht Haldensleben waarbij de huidige naam aangenomen werd. In 2003 degradeerde de club uit de Verbandsliga, toen nog de vijfde klasse. In 2008 keerde de club er terug, maar nu is het de zesde klasse.